# Canton de Nozay
Le canton de Nozay est une ancienne circonscription électorale française, située dans le département de la Loire-Atlantique (région Pays de la Loire). En 2014, un redécoupage des circonscriptions cantonales a entraîné la disparition de ce canton.

## Géographie
Le canton de Nozay était composé jusqu'en 2014 des communes de Nozay, Abbaretz, Treffieux, Saffré, Vay, Puceul, La Grigonnais et La Chevallerais, appartenant toutes à un même finage et à une même entité historique, créant un ensemble géographique très cohérent au cœur du département.

## Histoire
- Le canton de Nozay a été créé par les décrets de l'Assemblée constituante de 1789 relatifs aux circonscriptions électorales. À l'origine[Note 1], il ne comporte, sous le chef de Nozay, que 6 communes : Nozay, Abbaretz, Treffieux, Saffré, Vay, Puceul[1]. En 1849, le village de  La Chevallerais, situé jusqu'alors sur le territoire de Vay, est érigé en commune, faisant passer le total cantonal à 7 unités. En 1959, c'est le village de La Grigonnais, qui est démembré de Puceul, pour former une nouvelle commune. Le canton de Nozay comportera alors 8 communes jusqu'à sa disparition en 2014. En effet, la loi du 16 mai 2013, initiée par la réforme des collectivités territoriales de 2010, entraîne une modification des limites territoriales des cantons, faisant passer le département de la Loire-Atlantique de 59 à 31 cantons[2]. Celui de Nozay est intégré, avec le canton de Rougé, au canton de Guémené-Penfao. Cette situation, entérinée en 2014, sert de cadre à la première élection départementale de mars 2015.
- De 1833 à 1848, les cantons de Derval et de Nozay avaient le même conseiller général. Le nombre de conseillers généraux était limité à 30 par département.

## Composition
Les données présentées sont issues des études de l'Insee.
| Nom               | Code Insee | Intercommunalité    | Superficie (km2) | Population (dernière pop. légale) | Densité (hab./km2) |
| ----------------- | ---------- | ------------------- | ---------------- | --------------------------------- | ------------------ |
| Nozay (chef-lieu) | 44113      | CC de Nozay         | 57,70            | 4 022 (2014)                      | 70                 |
| Abbaretz          | 44001      | CC de Nozay         | 61,76            | 2 013 (2014)                      | 33                 |
| La Chevallerais   | 44221      | CC du Pays de Blain | 10,23            | 1 546 (2014)                      | 151                |
| La Grigonnais     | 44224      | CC de Nozay         | 21,22            | 1 629 (2014)                      | 77                 |
| Puceul            | 44138      | CC de Nozay         | 20,09            | 1 076 (2014)                      | 54                 |
| Saffré            | 44149      | CC de Nozay         | 57,46            | 3 790 (2014)                      | 66                 |
| Treffieux         | 44208      | CC de Nozay         | 19,12            | 835 (2014)                        | 44                 |
| Vay               | 44214      | CC de Nozay         | 36,13            | 2 070 (2014)                      | 57                 |

## Représentation

### Conseillers généraux de 1833 à 2015
| Période | Période      | Identité                                 | Étiquette              | Qualité |
| ------- | ------------ | ---------------------------------------- | ---------------------- | --- |
| 1833    | 1848         | Julien-Louis-Marie de la Haye Jousselin  | Majorité ministérielle | Propriétaire du château de Fonds-des-Bois Intendant des domaines du Duc d'Aumale Maire de Derval (1826-1852) Député (1837-1848)                   |
| 1848    | 1852         | M. Poulain                               |                        | Propriétaire à Puceul, conseiller d'arrondissement                                                                                                |
| 1852    | 1858 (décès) | Frédéric Braheix (1798-1858)             |                        | Négociant, propriétaire à Puceul Président du Tribunal de commerce Conseiller municipal de Nantes                                                 |
| 1858    | 1871         | Charles Thoinnet de la Turmélière        |                        | Chambellan honoraire de l'Empereur Napoléon III Député (1857-1870, 1876-1887) Maire de Liré (Maine-et-Loire)                                      |
| 1871    | 1899 (décès) | François-Henry Colas de la Nouë-Billault | Droite bonapartiste    | Maître des Requêtes au Conseil d'État |
| 1899    | 1919         | Prosper Leroux                           | Droite                 | Ancien maire de Nozay, conseiller d'arrondissement                                                                                                |
| 1919    | 1931 (décès) | Alexis Letourneau (1866-1931)            | RG                     | Propriétaire Maire de Louisfert (1895-1900) puis de Nozay (1900-1931)                                                                             |
| 1932    | 1937         | Yves Guillotin de Corson (1891-1976)     | Union Nationale        | Officier de carrière, propriétaire à Abbaretz |
| 1937    | 1940         | Maurice Ricordeau                        | Union Nationale        | Avocat Propriétaire du château, maire de Saffré (1931-1945) Nommé conseiller départemental en 1943 Président du Conseil départemental (1943-1945) |
|         |              |                                          |                        | |
| 1945    | 1951         | Joseph Ferré                             | UDSR                   | Ingénieur agronome et exploitant agricole, syndicaliste Maire de Nozay (1944-1970)                                                                |
| 1951    | 1964         | Jean Bréhier                             | DVD                    | Maire d'Abbaretz (1937-1971) |
| 1964    | 1970         | Pierre Ségalen                           | DVD                    | Pharmacien Maire de Saffré (1960-1977) |
| 1970    | 2003 (décès) | Jean Guyon (1934-2003)                   | DVD                    | Arboriculteur Maire de Nozay (1970-1989) Conseiller régional (1973-1998) Suppléant du député Xavier Hunault (1973-1986)                           |
| 2004    | 2015         | Gilles Philippot                         | DVG                    | Agriculteur Maire de Treffieux (1983-2001) Vice-président délégué aux sports et aux activités de pleine nature                                    |

### Conseillers d'arrondissement (de 1833 à 1940)
Le canton de Nozay avait deux conseillers d'arrondissement jusqu'en 1919.
| Période                                  | Période          | Identité                                 | Étiquette                   | Qualité |
| ---------------------------------------- | ---------------- | ---------------------------------------- | --------------------------- | --- |
| 1833                                     | 1848             | M. Poulain                               |                             | Notaire, propriétaire à Puceul                                                                              |
| 1833                                     | 1848             | M. Leroux                                |                             | Ancien maire de Nozay                                                                                       |
|                                          |                  |                                          |                             | |
|                                          | 1896 (décès)     | Emmanuel Ripaud                          |                             | Maire de Saffré                                                                                             |
|                                          |                  |                                          |                             | |
|                                          | 1899 (démission) | Prosper Leroux                           | Droite                      | Maire de Nozay                                                                                              |
|                                          |                  |                                          |                             | |
| 1904                                     | 1921 (décès)     | Yvonnick Guillotin de Corson (1863-1921) | Républicain antiministériel | Propriétaire, maire d'Abbaretz                                                                              |
|                                          | 1918 (décès)     | Théodore Gardé (1851-1918)               |                             | Maire de Treffieux                                                                                          |
|                                          |                  |                                          |                             | |
| 1919                                     | 1925             | Émile Lemasson                           |                             | Constructeur de machines agricoles à Nozay                                                                  |
| 1925                                     | 1931             | Prosper Leparoux (1862-1949)             | RG                          | Agriculteur à Augrain, Saffré                                                                               |
|                                          | 1931 (décès)     | M. Masson                                |                             | |
| 1931                                     | 1937             | René Orion                               | RG                          | Pharmacien à Nozay                                                                                          |
| 1937                                     | 1940             | Victor Jouny                             | Rad.                        | Marchand de bestiaux à Nozay                                                                                |
| 1940                                     |                  |                                          |                             | Les conseils d'arrondissement ont été suspendus par la loi du 12 octobre 1940 et n'ont jamais été réactivés |
| Les données manquantes sont à compléter. |                  |                                          |                             | |

## Démographie
| 1962   | 1968   | 1975   | 1982   | 1990   | 1999   |
| ------ | ------ | ------ | ------ | ------ | ------ |
| 11 796 | 11 452 | 10 968 | 11 102 | 11 245 | 11 574 |

| 2006   | 2007   | 2008   | 2009   | 2010   | - |
| ------ | ------ | ------ | ------ | ------ | - |
| 14 379 | 14 858 | 15 263 | 15 588 | 15 899 | - |